# Cattedrale di Nostra Signora Assunta (Malanje)
La cattedrale di Nostra Signora Assunta (in portoghese: Sé Catedral de Nossa Senhora da Assunção) si trova a Malanje, in Angola ed è la cattedrale per l'arcidiocesi di Malanje.

## Storia e descrizione
La costruzione della chiesa iniziò nel 1862 ma non fu mai conclusa; per anni giacque in rovina a causa di negligenza e di un incendio nel 1890. Fu ricostruita agli inizi del 1920 e inaugurata nel 1929. Nel 1957 fu elevata a cattedrale della diocesi di Malanje, di recente costituzione. La chiesa mostra uno stile architettonico tradizionale, con due torri che fiancheggiano la facciata a forma di "H" ed un corpo centrale coperto da un timpano curvilineo.